# Eriks

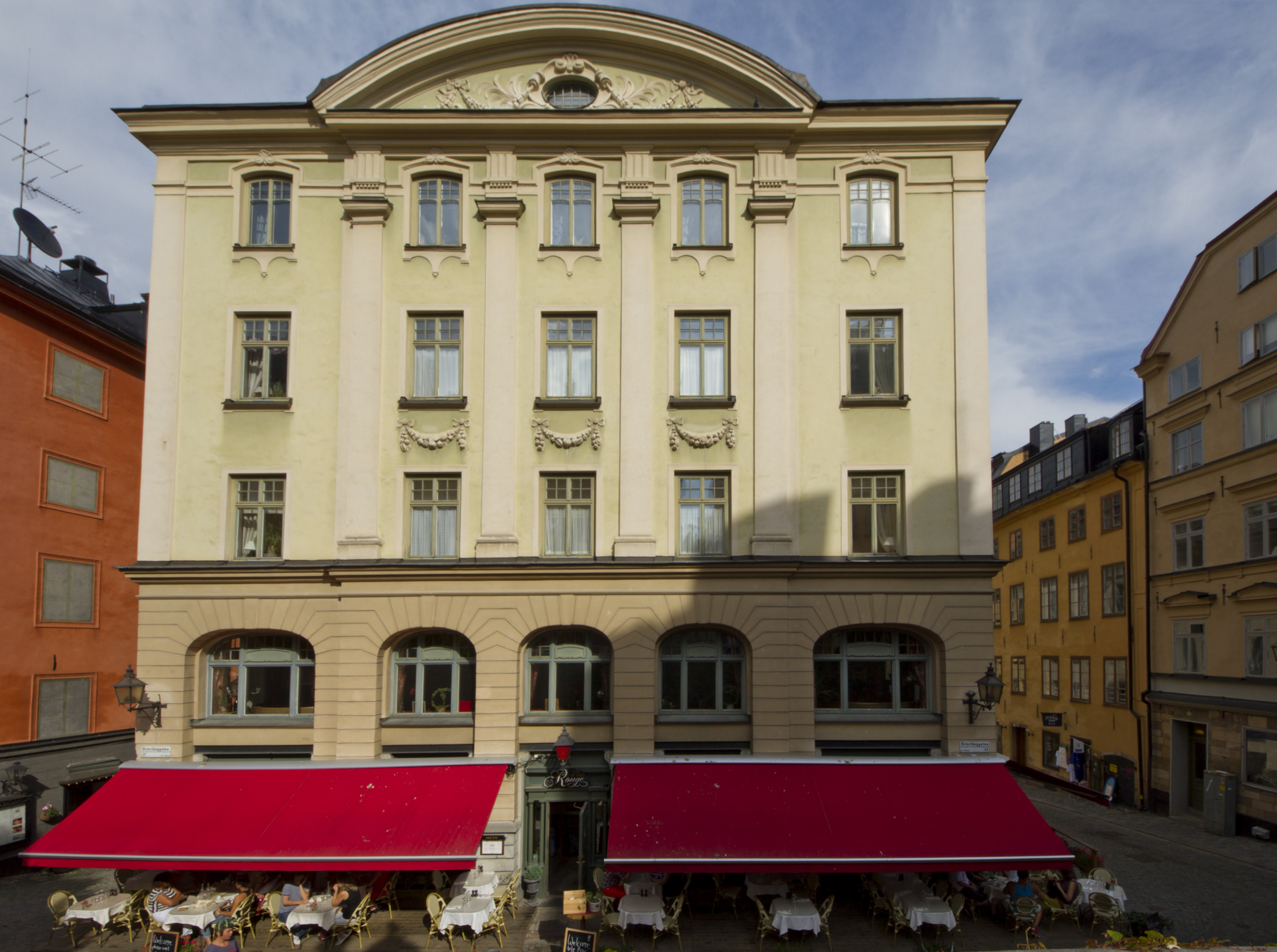
Österlånggatan 17

Eriks var en restaurang på Österlånggatan 17 i Gamla stan i Stockholm. 
Restaurangen öppnades 1986 av krögaren Erik Lallerstedt. Han hade övertalats av Jan Stenbeck som ägde och själv bodde i huset i Kvarteret Diana att driva restaurangen i de två nedre planen. Inredningen var engelskinspirerad och maten i lyxklassen. 1988 belönades krogen med en stjärna i Guide Michelin 1997 förlorade krogen sin stjärna, och samma år blev istället Pontus Frithiof ny kökschef. 1999 övertog han restaurangen och öppnade Pontus in the Greenhouse.